# La Venganza de los Ex México VIP (temporada 2)
La segunda temporada VIP de La Venganza de los Ex, un programa de televisión mexicano de MTV Latinoamérica, fue anunciado en diciembre de 2022 y se estrenó el 24 de enero de 2023. Esta es la tercera del programa en general. Presenta a reconocidos miembros del reparto en distintas áreas, en su mayoría celebridades de internet. Las filmaciones del programa se llevaron a cabo en julio de 2022 en Colombia.
Después del estreno de cada episodio, se transmite La Venganza Extra (en reemplazo del anterior Estudio con mi Ex) conducido por Yeri Mua.

## Reparto
Los miembros del reparto fueron anunciados junto con la fecha de estreno y el primer teaser promocional.
Todos los solteros se unieron en el primer episodio, Andrea Gasca fue la primera ex en llegar de parte de Isaac. En el segundo episodio el ex de Diana, Jay Castro llegó a la playa. Durante el cuarto episodio Andrés Carruyo, ex de Pedro llegó a la playa. Más adelante Michelle Lando, quién fue parte de la temporada anterior llegó a la casa como la ex de Rafael. En el sexto episodio el ex de Leslie, Lalo, llegó a la playa, y más tarde Ali, el ex de Lizbeth también llegó. Carolina Godoy llegó a la playa como la ex de Brandon. En el octavo episodio l "Tablet del terror" le pidió a Pedro expulsar a uno de sus ex, esto luego de que Eliot Liendo llegara a la playa, como resultado Andrés fue eliminado de la villa. La estrella de Acapulco Shore Jey Bazán, llegó a la playa como el ex de Ana y Michelle. En el décimo episodio La ex de Rafael, Yesica Olivieri llegó a la playa; durante una fiesta Kaly Aispuro, la ex de Jay Castro arribó a la villa.
- Negrita indica miembro de reparto original; todos los otros participantes son considerados ex.

| Episodios | Nombre                     | Edad | Notabilidad                          | Exes                            |
| --------- | -------------------------- | ---- | ------------------------------------ | ------------------------------- |
| 12        | Ana Cisneros               | 22   | Actriz e Influencer                  | Jibranne Bazán                  |
| 12        | Brandon Meza               | 24   | Presentador y bailarín               | Carolina Godoy                  |
| 12        | Christian Renaud           | 22   | Influencer                           | –                               |
| 12        | Diana Estrada              | 25   | Youtuber                             | Jay Castro                      |
| 12        | Isaac Torres               | 26   | Chico reality                        | Andrea Gasca                    |
| 12        | Leslie Gallardo            | 22   | Acapulco Shore                       | Eduardo Martínez                |
| 12        | Lizbeth Rodríguez          | 28   | Influencer                           | Ali                             |
| 12        | Pedro "La Divaza" Figueira | 24   | Youtuber y cantante                  | Andrés Carruyo, Eliot Liendo    |
| 12        | Rafael "Rufas" Delgado     | 28   | Influencer                           | Michelle Lando, Yesica Olivieri |
| 12        | Yurgenis Aular             | 24   | Influencer                           | –                               |
|           |                            |      |                                      |                                 |
| 12        | Andrea Gasca               | 28   | La Isla de las Tentaciones           | Isaac Torres                    |
| 11        | Jay Castro                 | 24   | DJ                                   | Diana Estrada, Kaly Aispuro     |
| 5         | Andrés Aron Carruyo        |      | –                                    | Pedro Figueira                  |
| 9         | Michelle Lando             | 22   | Influencer/La Venganza de los Ex VIP | Rafael Delgado, Jibranne Bazán  |
| 7         | Eduardo " Lalo" Martínez   | 30   | Stripper                             | Leslie Gallardo                 |
| 7         | Ali                        | 25   | Cantante                             | Lizbeth Rodríguez               |
| 6         | Carolina Godoy             | 24   | –                                    | Brandon Meza                    |
| 5         | Eliot Liendo               |      | –                                    | Pedro Figueira                  |
| 4         | Jibranne "Jey" Bazan       | 30   | Influencer/Acapulco Shore            | Ana Cisneros, Michelle Lndo     |
| 3         | Yesica "Yess" Olivieri     |      | –                                    | Rafael Delgado                  |
| 3         | Kaly Aispuro               | 20   | Influencer                           | Jay Castro                      |

#### Duración del reparto
| Nombre    | Episodios | Episodios | Episodios | Episodios | Episodios | Episodios | Episodios | Episodios | Episodios | Episodios | Episodios | Episodios |
| Nombre    | 1         | 2         | 3         | 4         | 5         | 6         | 7         | 8         | 9         | 10        | 11        | 12        |
| Ana       |           |           |           |           |           |           |           |           |           |           |           |           |
| Brandon   |           |           |           |           |           |           |           |           |           |           |           |           |
| Christian |           |           |           |           |           |           |           |           |           |           |           |           |
| Diana     |           |           |           |           |           |           |           |           |           |           |           |           |
| La Divaza |           |           |           |           |           |           |           |           |           |           |           |           |
| Isaac     |           |           |           |           |           |           |           |           |           |           |           |           |
| Leslie    |           |           |           |           |           |           |           |           |           |           |           |           |
| Lizbeth   |           |           |           |           |           |           |           |           |           |           |           |           |
| Rufas     |           |           |           |           |           |           |           |           |           |           |           |           |
| Yurgenis  |           |           |           |           |           |           |           |           |           |           |           |           |
| Andrea    |           |           |           |           |           |           |           |           |           |           |           |           |
| Jay C     |           |           |           |           |           |           |           |           |           |           |           |           |
| Andrés    |           |           |           |           |           |           |           |           |           |           |           |           |
| Michelle  |           |           |           |           |           |           |           |           |           |           |           |           |
| Lalo      |           |           |           |           |           |           |           |           |           |           |           |           |
| Ali       |           |           |           |           |           |           |           |           |           |           |           |           |
| Carolina  |           |           |           |           |           |           |           |           |           |           |           |           |
| Eliot     |           |           |           |           |           |           |           |           |           |           |           |           |
| Jey B     |           |           |           |           |           |           |           |           |           |           |           |           |
| Yess      |           |           |           |           |           |           |           |           |           |           |           |           |
| Kaly      |           |           |           |           |           |           |           |           |           |           |           |           |
| --------- | --------- | --------- | --------- | --------- | --------- | --------- | --------- | --------- | --------- | --------- | --------- | --------- |

Notas
     = "Miembro del reparto" aparece en este episodio.
     = "Miembro del reparto" llega a la playa.
     = "Miembro del reparto" tiene un ex la playa.
     = "Miembro del reparto" tiene dos exes en la playa en el mismo episodio.
     = "Miembro del reparto" llega a la playa y un ex llega durante el mismo episodio.
     = "Miembro del reparto" sale de la playa.
     = "Miembro del reparto" no aparece en este episodio.

## Episodios
Los días posteriores de la transmisión de cada episodio, también se transmitía La venganza de los Ex VIP: Terapia de Ex Parejas.
| N.º (total) | N.º (temp.) | Título                            | Estreno original      |
| ----------- | ----------- | --------------------------------- | --------------------- |
| 25          | 1           | «¡Celos, Arena Y Mar!»            | 24 de enero de 2023   |
| 26          | 2           | «La Manada Más Salvaje»           | 24 de enero de 2023   |
| 27          | 3           | «De la broma a la guerra»         | 31 de enero de 2023   |
| 28          | 4           | «El tiburón tiene colmillo»       | 7 de febrero de 2023  |
| 29          | 5           | «Shots con sentimiento»           | 14 de febrero de 2023 |
| 30          | 6           | «No Soportas,¿Verdad?»            | 21 de febrero de 2023 |
| 31          | 7           | «El Jaque mate»                   | 28 de febrero de 2023 |
| 32          | 8           | «Veo,veo y no veo claro»          | 7 de marzo de 2023    |
| 33          | 9           | «Aquí se arma la de cantina»      | 14 de marzo de 2023   |
| 34          | 10          | «Los demonios bailan en la villa» | 21 de marzo de 2023   |
| 35          | 11          | «Efectos instantáneos»            | 28 de marzo de 2023   |
| 36          | 12          | «¡Que viva la toxicidad!»         | 4 de abril de 2023    |